# كمال صنهاجي

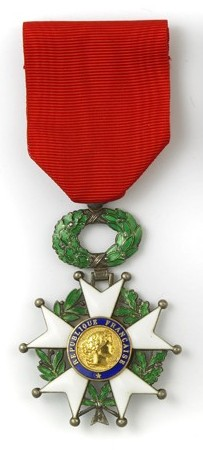
شكل وسام فارس في النظام الوطني لجوقة الشرف بفرنسا

كمال صنهاجي (بالإنجليزية: Sanhadji Kamel)‏ مواليد 1954 بالجزائر العاصمة، خريج كلية الطب والصيدلة ليون سنة 1984. أستاذ جامعي ومدير أبحاث في مستشفى ليون الفرنسي، نائب سابق بالمجلس الشعبي الوطني للفترة (2002-2007). شغل منصب نائب رئيس بلدية ليون المكلف بالمؤسسات الاستشفائية. يشغل الآن منصب رئيس الوكالة الوطنية للأمن الصحي بالجزائر.

## شهادات
حصل صنهاجي على دكتوراه في الطب عام 1987 من جامعة ليون 1 في فرنسا، ودبلوم عام 1984 من معهد الطب والصيدلة في “جامعة ليون” في فرنسا، وبكالوريوس في الطب والصيدلة من “جامعة ليون” في فرنسا.

## تكريمه
- وسام فارس في النظام الوطني للإستحقاق بوزارة الصحة بالجزائر (1999).
- وسام فارس في النظام الوطني لجوقة الشرف بفرنسا من قبل الرئيس الفرنسي جاك شيراك (2006).[8]

## أعماله
صنهاجي كمال باحث متخصص في السيدا يعمل على نظرية العلاج الجيني للسيدا
له العديد من الكتب منها كتاب عنوانه السيدا. بعنوان “السيدا أسلحة وأمتعة” صدر عام 1996، كما نشرت له عدة بحوث في العديد من المجلات العلمية العالمية.

## الوكالة الوطنية للأمن الصحي
في 13 يونيو 2020 نصب رئيس الجمهورية، عبد المجيد تبون، كمال صنهاجي، رئيسا للوكالة الوطنية للأمن الصحي (المشكلة حديثا)، حيث ستتولى الوكالة وضع نظام صحي متطور يضمن مستوى عالٍ من العلاج والطب النوعي وتوسيع الوقاية من مختلف الأوبئة. وهي ليست مرتبطة بظهور وباء كوفيد 19، وهي تتكون من أخصائيين وخبراء وعلماء جزائريين ذوي مستوى عالمي في الطب، ولديهم دراية تامة بالنظام الصحي في أمريكا وعدة دول أوروبية اعترفت بقدراتهم العلمية، وسيعمل هؤلاء في هذه اللجنة مع خبراء وأطباء يعرفون الواقع المحلي.